# Cratere Boyd
Boyd  è un cratere sulla superficie di Venere. Deve il suo nome a Louise Boyd, esploratrice statunitense.